# Барби
Ба́рби (англ. Barbie, уменьш. от Barbara [Барбара]) — детская игрушка, кукла,  для девочек в возрасте от 3 до 14 лет. Выпущена американской компанией Mattel в 1959 году в США  — штате Висконсин. Её создатели — Рут и Эллиот Хэндлер. Полное имя Барби — Ба́рбара Миллисе́нт Ро́бертс. За время, прошедшее после появления куклы, было выпущено множество её разновидностей и аксессуаров к ним, а Барби достигла мировой популярности, став брендом и поп-идолом.

## История

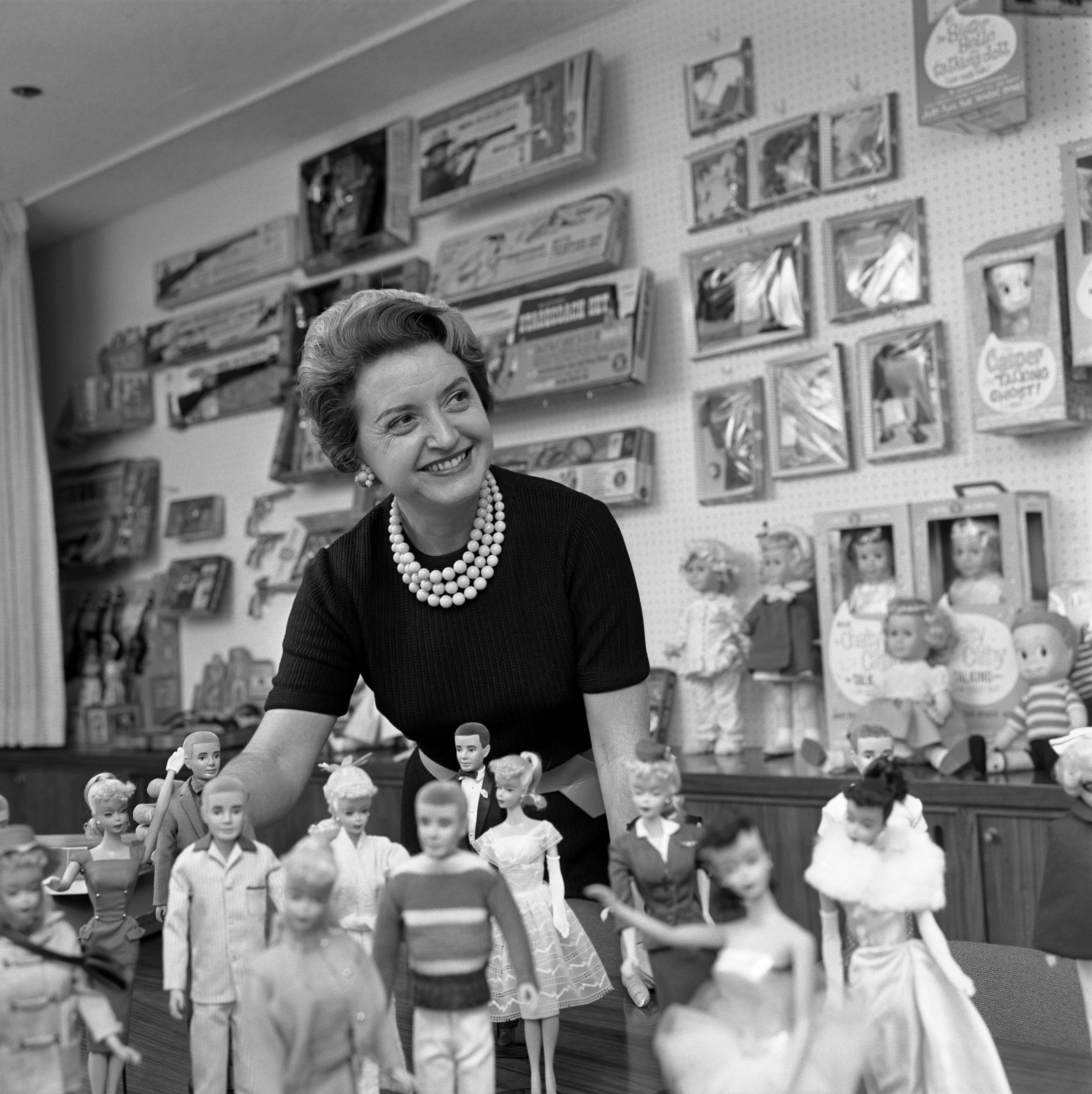
Рут Хэндлер позирует с коллекцией кукол Барби, 1961 год

Создательницей Барби стала Рут Хэндлер, супруга основателя фирмы Mattel Эллиота Хэндлера. По её словам, идея создания куклы, изображающей взрослую женщину, пришла к ней во время наблюдения за играми дочери и её подруг. В то время большинство кукол представляли собой пупсов-малышек, которых следовало нянчить, как младенцев, но десятилетняя Барбара и её приятельницы предпочитали им игры с бумажными куклами — «взрослыми». Такие куклы — их вырезали из листа картона, к которому прилагались или мастерились самостоятельно сменные наряды из бумаги, — были в своё время очень популярны из-за компактности и дешевизны; изображали они обычно взрослых женщин — красавиц-«моделей». Как утверждает Рут, она почувствовала, что девочкам не хватает куклы, с помощью которой они могли бы разыгрывать разнообразные ситуации из взрослой жизни и таким образом готовить себя к будущему. В руководстве Mattel к затее Рут отнеслись скептически, но в конце концов новая кукла была запущена в производство.
Предшественницей Барби стала Бильд Лилли, героиня комиксов для взрослых из немецкой газеты Die Bild-Zeitung. Блондинка Лилли выглядела как типичная пинап-герл, а юмористические ситуации в комиксах строились в основном вокруг её отношений с многочисленными ухажёрами, вниманием которых она не стеснялась пользоваться. В 1955 году была выпущена пластмассовая кукла Лилли — её Рут и выбрала в качестве образца. Вместе с инженером Джеком Райаном она переработала дизайн куклы и дала ей имя «Барби» в честь дочери Барбары. Первая Барби была представлена на Американской международной ярмарке игрушек в 1959 году: выпущена она была в двух вариантах — брюнетка и блондинка, обе модели продавались в чёрно-белых купальных костюмах (наряды для куклы следовало приобретать отдельно) по 3 доллара. Поначалу родители отнеслись к новинке с недоверием, но уже скоро Барби стала одной из самых популярных в Америке игрушек. Права на куклу Бильд Лилли Mattel выкупил в 1964 году, с тех пор куклы Лилли не производились.
Хотя в рекламе Барби выступала под слоганом Teenage Fashion Model (буквально «Модель-подросток»), первые куклы серии отличались подчёркнуто «взрослыми» чертами лица и ярким, тяжёлым макияжем. В начале 1960-х Барби несколько раз подверглась редизайну с целью сделать её более похожей на подростка. В 1961 году у неё появился «бойфренд» Кен, в 1963 — «лучшая подруга» Мидж, в 1964 — «сестрёнка» Скиппер. Под руководством модельера Шарлотт Джонсон для Барби и её друзей непрерывно создавались новые костюмы и аксессуары. Периодически у неё появлялись новые «друзья» и «родственники». Первая чернокожая кукла в серии появилась в 1967 году — это был вариант куклы Фрэнси, «кузины» Барби; первая «самостоятельная» героиня-афроамериканка увидела свет двумя годами позже под именем Кристи. 

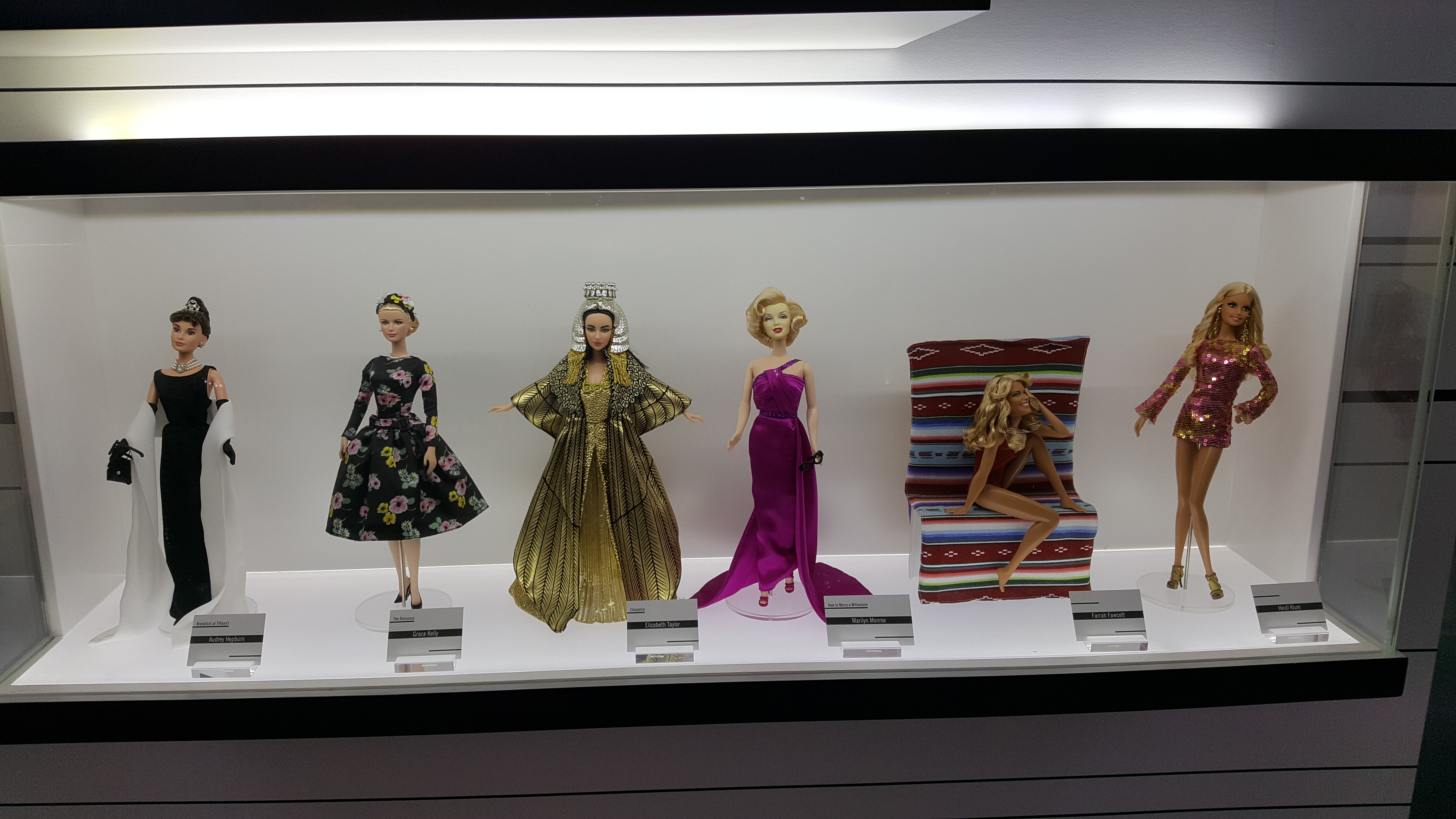
Куклы Барби в виде знаменитых людей и персонажей кинофильмов на выставке после конференции Викимания-2017 в Монреале

Некоторые куклы представляли собой копии реальных людей или персонажей кино- и телефильмов: так, «подруга» Барби Твигги создана по образцу известной модели, Джулия изображала главную героиню одноимённого сериала с Дайан Кэрролл в главной роли. В 2002 году у Барби насчитывалось 6 «братьев и сестёр» и 31 «подруга» (включая снятых с производства персонажей), многие из которых имели собственных «друзей» или «бойфрендов».
Начиная с 1960 года Барби активно «осваивает» различные профессии. Первыми «профессиональными» Барби стали «деловая женщина — художник-модельер» и «певица» в 1960 году, за ними последовала «балерина» и «медсестра» (1961), «няня» (1963), «учительница» (1965). Со временем выбор профессий стал более разнообразным; в 1965 была выпущена первая «Барби-космонавт» (за 20 лет до полёта в космос первой женщины-американки и спустя 2 года после полета в космос первой женщины из СССР), в 1991 появилась даже Барби — «кандидат в президенты».
Параллельно с куклами и аксессуарами для них Mattel производит множество сопутствующих товаров, включая канцелярские товары, одежду и т. д. Была выпущена серия мультфильмов с Барби в «главной роли», во многих странах официально издаются журналы и книжные серии, посвящённые Барбаре.
Начиная с конца 1980-x Mattel выпускает отдельные коллекционные серии Барби. Куклы из таких серий не предназначены для игры: наряды для них создаются именитыми дизайнерами, сами фигурки часто изготавливаются по шаблонам, немного отличающимся от «обычных» Барби, и стоят очень дорого.
На протяжении нескольких десятилетий Барби оставалась одной из самых продаваемых игрушек в мире. Утверждалось, что каждую секунду в мире продавалось три Барби. Тем не менее, за последнее десятилетие популярность Барби значительно снизилась, в то время как другие серии игрушек для девочек — такие, как Bratz — наоборот, пользуются заметным успехом. В 2006 году Mattel подали в суд на создателя Bratz Картера Брайанта, утверждая, что тот придумал Bratz в период работы на Mattel и фактически украл её у фирмы. Суд признал претензии Mattel обоснованными, и Bratz были сняты с производства; впоследствии, однако, судебные прения возобновились, и в 2011 году Mattel обязали выплатить выпускавшей Bratz фирме MGA Entertainment 88.5 млн долларов за кражу коммерческой тайны и распространение ложных обвинений. Продажи Барби, тем временем, продолжают падать.
В 2015 году стартап ToyTalk анонсировал куклу Барби, оснащенную камерой, микрофоном, динамиком и Wi-Fi модулем передачи данных. Кукла способна разговаривать с ребёнком, записывает его голос и отправляет информацию на облачный сервер для улучшения алгоритмов диалога.
В 2015—2016 годах Mattel создаёт для кукол Барби новые типы тел: высокое, миниатюрное и пышное.
В ноябре 2017 года была выпущена Барби в хиджабе. Прототипом куклы стала американская фехтовальщица Ибтихадж Мухаммад.

## Вымышленная биография
«Настоящее имя» Барби — Барбара Миллисент Робертс. В 1960-е её персональная легенда гласила, что она происходила из городка Уиллоус, штат Висконсин, и выросла в семье Джорджа и Маргарет Робертс. В 1990-е биография Барби изменилась: с выпуском новой «урбанистической» серии Generation Girls Барби была объявлена уроженкой Нью-Йорка.
В 1961 году Барби «познакомилась» со своим «бойфрендом» Кеном («полное имя» Кен Карсон). Они «были вместе» на протяжении сорока с лишним лет, хотя несколько раз производство Кена приостанавливалось. В 2004 году Mattel объявили о том, что Барби и Кен расстаются. Тем не менее, два года спустя они «воссоединились». По официальной легенде, Барби и Кен не женаты. Единственная кукла в серии, состоящая в браке — подруга Барби Мидж, в 1991 году «вышедшая замуж» за «друга Кена» по имени Алан и родившая ему близнецов. В 2013 году Mattel решили произвести «ребрендинг» Мидж, вновь сделав её бездетной и незамужней.

## Критика

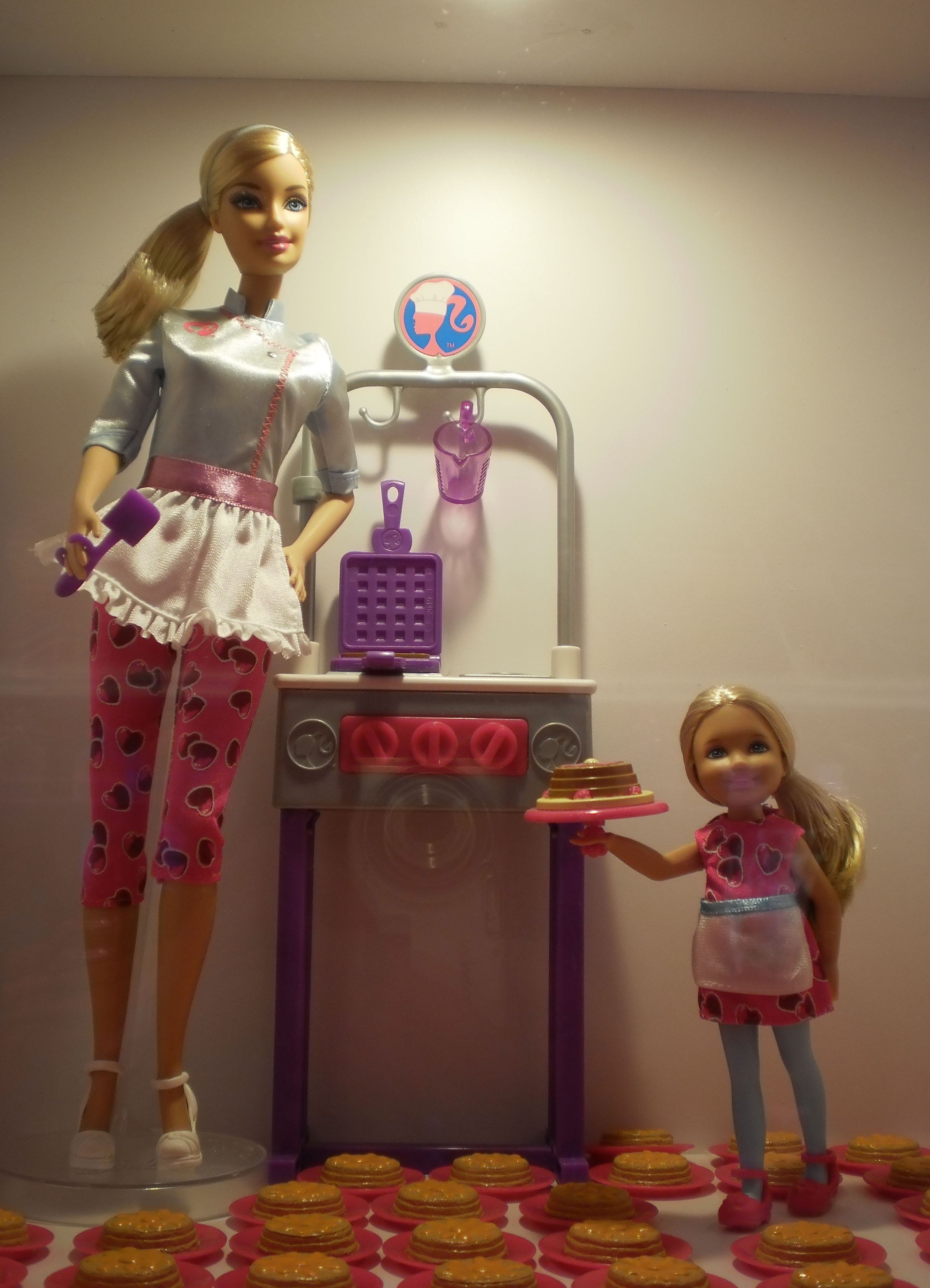
Барби образца 2013 года

Барби неоднократно становилась мишенью для критиков, считающих, что куклы Mattel плохо влияют на детей. Одно из наиболее частых обвинений связывает популярность Барби с распространением анорексии и булимии. Навязчивое стремление соответствовать идеалам красоты, проповедуемым СМИ, иногда называют «синдромом Барби». Утверждается, что пропорции Барби неестественны для человека: так, расчёты, проведённые Центральным госпиталем Хельсинки, показали, что реальной женщине с пропорциями Барби не хватало бы от 17 до 22 процентов веса для нормального функционирования репродуктивной системы и, в частности, регулярных менструаций. В ответ производители заявляют, что куклы изготавливаются с расчётом на то, что на них будет надеваться одежда, увеличивающая их в объёме. Тем не менее, в 1997 году Mattel немного изменили фигуру куклы, уменьшив ей бюст и сделав талию шире.
Помимо этого, Барби часто обвиняют в навязывании девочкам стереотипов о женщинах и женском поведении. Одним из самых громких стал скандал вокруг «говорящей Барби», поступившей на прилавки магазинов в 1992 году. В числе фраз, которые произносила говорящая кукла, были такие, как «Достаточно ли у нас одежды?», «Я люблю шоппинг!» «Давай устроим вечеринку»! и «Математика — это трудно!». Появление этой куклы вызвало гнев у родителей, которые сочли, что новая кукла пропагандирует потребительский образ жизни и неуважение к учёбе, а также укрепляет стереотип о том, что математика — «не женское дело».
В России Барби подвергалась критике со стороны патриотически настроенных общественных деятелей и публицистов, обвинявших куклу в навязывании русским детям «американского образа жизни» и пробуждении в них «ранней сексуальности».
Кроме того, существует исследование, доказывающее, что девочки проходят стадию ненависти к Барби. Тогда они начинают обезглавливать и жарить в микроволновке своих кукол.

## Интересные факты
- Барби — уникальный пример в истории музеев: впервые не человек, а кукла стала экспонатом в музее восковых фигур Музея Гревена.
- Американка Синди Джексон сделала 55 пластических операций, чтоб быть похожей на свой идол — куклу Барби. В итоге только нижняя губа осталась у женщины своя[16]. Впоследствии Синди бросил её парень.
- Во многих мусульманских странах куклы Барби запрещены к продаже. При этом там существуют аналоги Барби, такие, как Фулла[англ.], Разанна[англ.] и Джамиля[англ.], сходные с оригинальной куклой по многим характеристикам, но при этом пропагандирующие мусульманские ценности. Все они обладают более скромными формами, а в комплект их одежды обязательно входит хиджаб или чадра. У Фуллы и Разанны, в отличие от Барби, нет романтического партнёра, тогда как Джамиля была «помолвлена» с Джамилем и впоследствии «вышла за него замуж».
- Компания Fiat в сотрудничестве с Mattel изготовила к 50-летию куклы «Барби» специальную версию автомобиля Fiat 500. Салон автомобиля оформлен в розовом цвете, а приборная панель и колпаки у колёс украшены стразами[17].
- Одна из первых кукол Барби, производства 1959 года, была продана за более чем 10 000 долларов.
- В 2012 году Иран запретил продажу куклы Барби на своей территории из-за пагубного влияния на мусульман[18].
- В 2012 году журнал V Magazine опубликовал на обложке фото 28-летней одесситки Валерии Лукьяновой[19] — девушки, похожей на оригинальную куклу[20][21][22].
- В центре Тайбэя (Китайская Республика) находится тематическое Барби-кафе. Оно было открыто в начале 2013 года по лицензии компании Mattel, став первым подобным заведением в истории бренда[23].
- Российская певица и модель Татьяна Тузова использует образ Барби в своём творчестве, изображая собой ожившую куклу[24].
- Производитель запускает новую линейку кукол из переработанного пластикового мусора, чтобы снизить количество отходов в мире[25]. Кроме того, компания пообещала к 2030 году полностью перейти на производство игрушек и упаковки из переработанного пластика и биопластика.
- 20 июля 2023 года кинокомпания Warner Bros. выпустила срежиссированный Гретой Гервиг фильм «Барби» в жанре романтической комедии, главной героиней которого стала данная кукла[26]. Главную роль в картине исполнила Марго Робби, а компанию ей составил Райан Гослинг в роли Кена[27].
- 8 июля 2025 года Mattel представила куклу Барби с диабетом 1 типа в рамках линии Fashionistas. Кукла оснащена медицинским браслетом, глюкометром, тест-полосками и шприц-ручкой для инсулина. Разработка велась совместно с организацией JDRF (Juvenile Diabetes Research Foundation)[28]